# René Borjas
René Borjas (* 23. Dezember 1897 in Montevideo; † 16. Dezember 1931 ebenda) war ein uruguayischer Fußballspieler.

## Verein
Stürmer „Tito“ Borjas, der zunächst für Uruguay Onward aktiv war, gehörte mindestens 1923, 1926, 1928, 1929 und 1931 dem Kader der Wanderers in der Primera División an. In diesem Zeitraum gewann er mit den Wanderers in den Jahren 1923 und 1931 jeweils die uruguayische Meisterschaft. Der Titel des Jahres 1923 mit den Atlético Wanderers war dabei jener der von der Federación Uruguaya de Football (FUF) ausgespielten Parallel-Meisterschaft während der Phase der Spaltung der Organisationsstruktur des uruguayischen Fußballs. Überdies siegte er mit seinem Team 1924 bei der Copa Río de La Plata. Borjas erzielte insgesamt 61 Tore in 128 absolvierten Partien für die Wanderers. Unterbrochen war diese Zeit bei den Wanderers 1925 durch ein Engagement bei Nacional Montevideo, als er dieses Team bei dessen Europa-Tournee verstärkte.

## Nationalmannschaft
Borjas war auch Mitglied der uruguayischen A-Nationalmannschaft. Insgesamt absolvierte er von seinem Debüt am 8. Dezember 1923 bis zu seinem letzten Spiel für die Celeste am 13. Juni 1928 sieben Länderspiele. Dabei erzielte er drei Treffer. Borjas nahm mit der Nationalelf an der Südamerikameisterschaft 1926 (zwei Spiele, zwei Tore) teil. Uruguay gewann den Titel. Bei den Olympischen Sommerspielen 1928 feierte Borjas mit dem Kader der Celeste schließlich seinen größten Karriereerfolg. Die Mannschaft wurde Olympiasieger. Borjas wirkte in zwei Partien des olympischen Turniers mit.
Überdies kam er auch bei der Copa Newton 1927 zum Einsatz.
Die Montevideo Wanderers, sein ehemaliger Verein, führen andere statistische Angaben über Borjas Nationalmannschaftskarriere an. Danach erzielte er in 31 Spielen 32 Treffer.

## Erfolge
- Olympiasieger 1928
- Südamerikameister 1926
- 2× Uruguayischer Meister ((1923), 1931)
- Copa Río de la Plata 1924